# Poméranie suédoise
Pour les articles homonymes, voir Poméranie (homonymie).
1648–1815
Entités précédentes :
- Duché de Poméranie

Entités suivantes :
- Province de Poméranie (royaume de Prusse)

La Poméranie suédoise (en suédois : Svenska Pommern) est une partie de la Poméranie située au bord de la mer Baltique, qui fut une possession du royaume de Suède de 1648 à 1815. Les villes les plus importantes étaient Stralsund, Greifswald, et, jusqu'en 1720, Stettin (actuelle Szczecin). L'île de  Usedom faisait partie de ce territoire, aujourd'hui réparti entre l'Allemagne et la Pologne.

## Histoire
Au début du XVIIe siècle, le duché de Poméranie est un territoire allemand, relevant du Saint-Empire romain germanique. En 1618 commence le long conflit de la guerre de Trente Ans, auquel la Poméranie ne participe pas au départ.

### La guerre de Trente Ans et ses conséquences
En juin 1628, le duc de Poméranie, Bogusław XIV signe un traité avec le roi de Suède, Gustave-Adolphe, adversaire de l'Empereur. Le traité de Stettin du 10 juillet 1630 établit même un « pacte éternel » entre la Suède et la Poméranie. À la fin de l'année, l'armée suédoise s'installe en Poméranie et c'est Gustave-Adolphe qui la gouverne dans les faits. En 1637, le duc meurt sans héritier et la Poméranie passe sous administration suédoise.
Les traités de Westphalie (1648), qui mettent fin à la guerre, attribuent la partie occidentale du duché à la Suède, tandis que la partie orientale (Poméranie ultérieure) est attribuée à l'électeur de Brandebourg. Cependant, les deux parties revendiquent la totalité du duché et ce n'est qu'en 1653 qu'un nouveau traité de Stettin entérine le partage de 1648. Les deux Poméranies furent officiellement appelées duché de Poméranie, car elles continuèrent d'être des territoires d'immédiateté impériale du Saint-Empire, avec chaque partage gouverné en union personnelle par deux dynasties étrangères, celles du Brandebourg et de la Suède. À la diète d'Empire les chefs des deux dynasties votèrent en tant que ducs de Poméranie. Au traité de Saint-Germain (29 juin 1679), mettant fin à la guerre de Scanie, la Poméranie suédoise céda une langue de terre frontalière à la Poméranie brandebourgeoise.
Un nouvel accord, le traité de Stockholm, est signé le 21 janvier 1720, à la suite de la mort du roi de Suède Charles XII, entre la reine Ulrique-Éléonore et l'électeur de Brandebourg devenu roi de Prusse, Frédéric-Guillaume Ier. La Suède lui cède la ville de Stettin, les îles de Wollin (Wolin) et Usedom (Uznam), la Poméranie antérieure jusqu'à la Peene (dite la Vieille Poméranie antérieure [Altvorpommern]) ainsi que les villes de (Alt-)Damm (aujourd'hui, Dąbie, quartier de Szczecin) et Gollnow (Goleniów) est de l'Oder. Avec la chute du Saint-Empire en 1806, la diète d'Empire et les droits de vote poméraniens ont cessé d'exister.

### Le règlement des guerres napoléoniennes
Le 14 janvier 1814, par le traité de Kiel, le roi de Suède, Charles XIII, cède le duché de Poméranie et principauté de l'île de Rügen au roi du Danemark, Frédéric VI.
Mais ce texte n'est pas confirmé par le traité de Vienne, au terme duquel le duché et la principauté sont cédés au roi de Prusse.
Au sein de la Prusse, ce territoire (dite la Nouvelle Poméranie antérieure [Neuvorpommern]) constitue depuis 1818 le district de Stralsund de la province de Poméranie (Provinz Pommern), situation qui se prolonge jusqu'en 1932. Le 1er octobre 1932, le district de Stralsund est incorporé dans celui de Stettin.

### Conséquences de la Seconde Guerre mondiale
À la suite de la Seconde Guerre mondiale, le territoire de l'ancienne Poméranie suédoise est réparti entre :
- l'Allemagne : la Poméranie antérieure est divisée en deux arrondissements, la Poméranie antérieure-Greifswald et la Poméranie antérieure-Rügen, aujourd'hui dans le Land de Mecklembourg-Poméranie-Antérieure (Mecklemburg-Vorpommern) (après avoir fait partie de la RDA de 1949 à 1990) ;
- la Pologne : les villes de Szczecin et Świnoujście, le powiat de Police ainsi que la partie occidentale de celui de Kamień Pomorski, aujourd'hui dans la voïvodie de Poméranie occidentale.

## Population
En 1767, la population de la Poméranie suédoise était de 82 827 sujets germanophones luthériens, dont 58 682 paysans. Quarante pour cent de ces derniers étaient encore serfs.
La population s'élève à 89 000 en 1766, 113 000 en 1802 (dont un quart dans l'île de Rügen), 118 112 en 1805, dont 79 087 paysans (46 190 serfs).

## Liste des gouverneurs généraux de Poméranie suédoise
- 1631-1632 : Klas Horn (de)
- 1633-1638 : Sten Svantesson Bielke (en)
- 1638-1641 : Johan Banér
- 1641-1648 : Lennart Torstenson
- 1648-1650 : Carl Gustaf Wrangel
- 1650-1652 : Johan Oxenstierna
- 1652-1661 : Axel Lillie (en)
- 1661-1676 : Carl Gustaf Wrangel
- 1678-1679 : occupation brandebourgeoise
- 1679-1685 : Otto Wilhelm de Kœnigsmark
- 1687-1698 : Nils Bielke (en)
- 1698-1711 : Jürgen Mellin (de)
- 1711-1720 : occupation prussienne et danoise
- 1720-1747 : Johan August Meijerfeldt (en)
- 1747-1766 : Axel Löwen (en)
- 1766-1772 : Hans Henrik von Liewen le Jeune (de)
- 1772-1776 : Fredrik Carl Sinclair (de)
- 1776-1791 : Frédéric-Guillaume de Hessenstein (de)
- 1792-1796 : Eric Ruuth (en)
- 1796-1800 : Philip von Platen (de)
- 1800-1807 : Hans Henrik von Essen
- 1807-1809 : occupation française
- 1809-1813 : Hans Henrik von Essen
- 1813-1815 : Wilhelm Malte Putbus (sv)